# Tray Deee
Tray Deee, de son vrai nom Tracy Lamar Davis, né le 27 avril 1966 à Long Beach, en Californie, est un rappeur américain, connu pour ses périodes avec les labels Death Row et Doggystyle. En 2002, il publie son premier album solo, The General's List. Après neuf ans de prison pour tentative de meurtre, Deee est libéré en avril 2014 et reforme Tha Eastsidaz avec Snoop Dogg.

## Biographie
Tracy Lamar Davis est né le 27 avril 1966 à Long Beach, en Californie. En 1994, Deee se fait connaître en participant à la bande originale du film Murder Was the Case de Dr. Dre. Un an plus tard, il apparaît sur un des titres de l'album Dogg Food du groupe Tha Dogg Pound, puis en 1996 à celui de Snoop Dogg, Tha Doggfather. En 1997, il participe aux bandes originales des films Gridlock'd et Flics sans scrupules avec Tupac Shakur. L'année suivante, il est invité sur les albums de Nate Dogg et Mack 10 (respectivement G-Funk Classics, Vol. 1 & 2 et The Recipe). Il reste dans les mémoires pour avoir fait partie du groupe de rap Tha Eastsidaz, avec ses deux amis Snoop Dogg et Goldie Loc. Le groupe sorti ses albums sous leur propre label, IV Life Records, chez qui signe Tray Deee.
Avant de devenir un rappeur, Davis était un membre du gang des Insane Crips de Long Beach. En 1998 et 1999 (année où il est invité par Dre à poser sur son album Chronic 2001), il participe aux deux albums du rappeur Kurupt (Kuruption! et Tha Streetz Iz A Mutha), puis en 2000 (année où il apparaît en featuring sur la chanson de Snoop mondialement connue Lay Low de son album Tha Last Meal) et 2001 à ceux de Daz Dillinger (R.A.W. et Who Ride wit Us: Tha Compalation, Vol. 1), avec qui il avait déjà fait un featuring sur son album de 1998 intitulé Retaliation, Revenge and Get Back. Il collabore également sur les albums du rappeur de Long Beach Soopafly, sur les albums Dat Whoopty Woop publié en 2001 et Gotta Get This Money - Street Album publié en 2009. En 2002, Deee publie son premier album solo, The General's List le 20 août classé 95e du Billboard 200.
Le 5 février 2005, Tray Dee est condamné à une peine de 12 ans de prison pour tentative de meurtre commise en 2003 (où il avait ouvert le feu sur un membre de gang rival). Il purge sa peine à la prison de California Men's Colony à San Luis Obispo avec une possible libération en 2013. Au début d'avril 2014, après neuf ans de prison, Deee est libéré et relance Tha Eastsidaz aux côtés des Snoop Dogg. Pendant son séjour en prison, il écrit quelques mixtapes qu'il compte publier à sa sortie. Les 18 et 19 avril 2014, Tray Deee se réunit avec Goldie Loc pour chanter au Krush Groove 2014 au Save Mart Center de Fresno et au Forum d'Inglewood.

## Discographie

### Album studio
- 2002 : The General's List
- 2016 : The 3rd Coming.
- 2018 : The General's List II

### Albums collaboratifs
- 2000 : Tha Eastsidaz (avec Tha Eastsidaz)
- 2001 : Duces 'n Trayz: The Old Fashioned Way (avec Tha Eastsidaz)

## Filmographie
- 1995 : A Thin Line Between Love and Hate : lui-même
- 1999/2000 : Tha Eastsidaz[13] : Crackle
- 2001 : Baby Boy : Knucklehead
- 2001 : The Wash : Thug #3